# 卡爾特瓦瑟卡爾峰

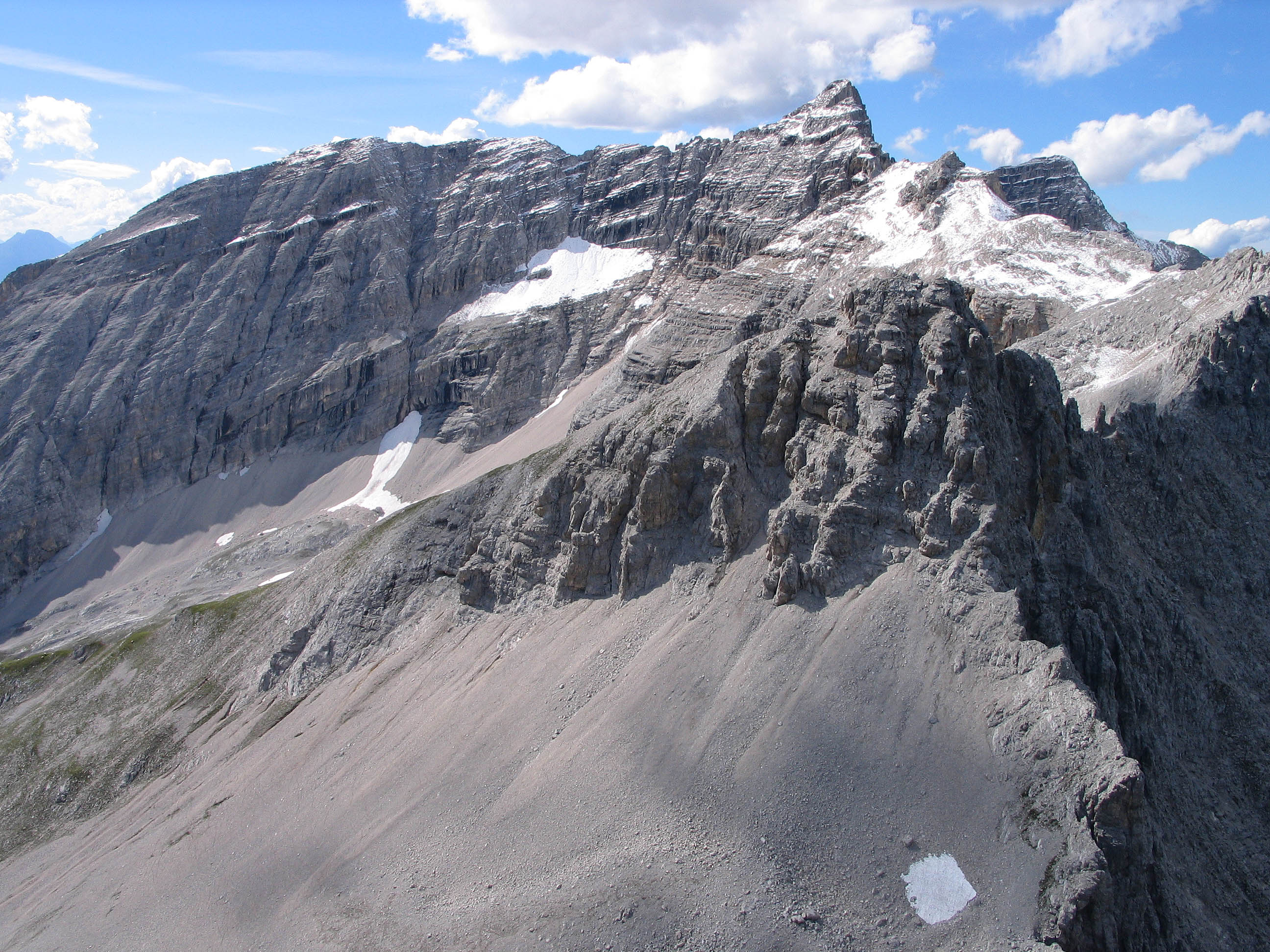

47°24′10″N 11°27′02″E / 47.40278°N 11.45056°E
卡爾特瓦瑟卡爾峰（德語：Kaltwasserkarspitze），是奧地利的山峰，位於該國西部，由蒂羅爾州負責管轄，屬於卡爾文德爾山脈的一部分，海拔高度2,733米，每年平均降雨量1,806毫米，人類在1870年8月15日首次登頂。